# Aglomerado azul

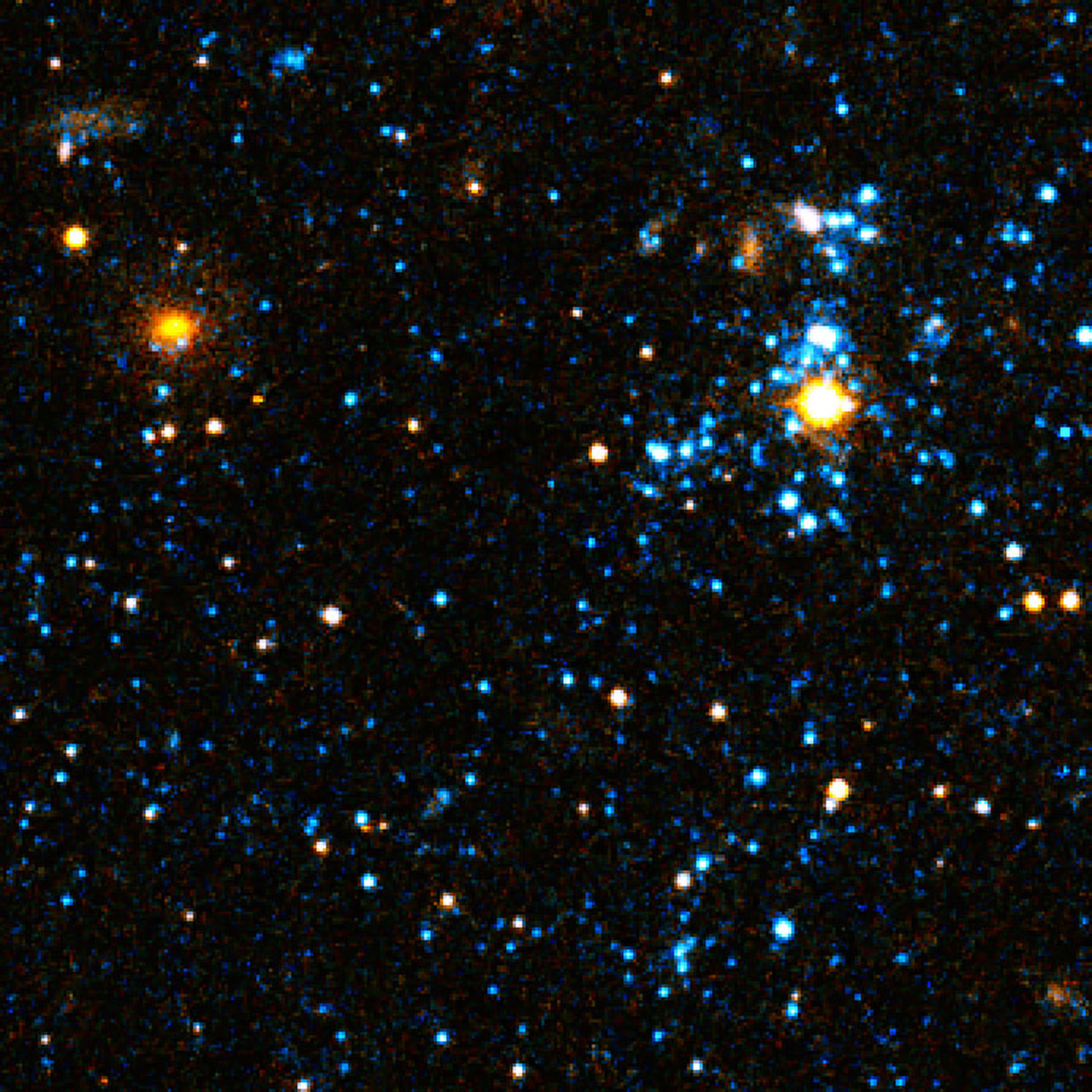
Imagen de bolas azules, telescopio espacial Hubble, a doce millones de años/luz

Los aglomerados azules (en inglés blue blobs) son cúmulos, o bolas de estrellas fuera de las galaxias que son posiblemente formados por colisiones de gases y las turbulencias subsecuentes. En enero de 2008, con el telescopio espacial Hubble se detectaron esos aglomerados, entre tres galaxias colisionando.